# 阳鹿高速公路
阳朔至鹿寨高速公路是广西连接桂林阳朔至柳州鹿寨的一条高速公路，为中国国家高速公路网中呼北高速公路和汕昆高速公路的组成部分。
起于阳朔县高田镇，接阳平高速公路，途径荔浦市，终于鹿寨县鹿寨镇，接桂柳高速公路，全长86.241公里，总投资46.6亿元人民币，双向四车道高速公路，设计行车速度100公里/小时。
2009年9月25日开工，2019年7月30日通车。

## 历史
阳鹿高速公路，于2009年9月25日开工。由马来西亚MTD公司于2006年中国—东盟博览会上签订投资建设阳鹿高速的框架协议，采取BOT模式。主线长约87公里，其阳朔境内3公里、荔浦境内47公里，鹿寨境内37公里，全线采用四车道高速公路标准，设计路基宽26米，车速为100公里/小时。总投资约47亿元，原计划2014年底通车。但2013年基本停工，2014年全线完全停工。完成路基工程量的85%左右。据测算，要完成剩余路基工程和路面及附属工程还需近15亿元。2016年12月12日，南宁市中级人民法院裁定受理广西阳鹿高速有限公司破产重整。在债权申报期限内，共有1575户债权人申报债权，申报的债权总额为68.69亿元。
破产重整后的建设单位得以继续展开后续建设工作。最终，2019年7月30日，阳鹿高速建成通车，标志着汕昆高速广西段正式全线通车。通车仪式于当日上午11时在广西荔浦举行。

## 互通枢纽及服务设施
| 地区                                                                                         | 里程 | 类型                              | 名称       | 连接         | 说明 |
| -------------------------------------------------------------------------------------------- | ---- | --------------------------------- | ---------- | ------------ | ---- |
| 桂林市 阳朔县                                                                                |      | 枢纽                              | 樂響       | 阳平高速公路 |      |
| 桂林市 荔浦市                                                                                |      | 枢纽                              | 荔浦       | 荔玉高速公路 |      |
| 桂林市 荔浦市                                                                                |      | 出入口                            | 荔浦       | 321国道      |      |
| 桂林市 荔浦市                                                                                |      | 停车场 · 加油设施 · 修车站 · 餐厅 | 荔浦服务区 | 荔浦服务区   |      |
| 桂林市 荔浦市                                                                                |      | 出入口                            | 蒲蘆       | 157县道      |      |
| 柳州市 鹿寨县                                                                                |      | 停车场 · 加油设施 · 修车站 · 餐厅 | 寨沙服务区 | 寨沙服务区   |      |
| 柳州市 鹿寨县                                                                                |      | 出入口                            | 寨沙       | 323国道      |      |
| 柳州市 鹿寨县                                                                                |      | 出入口                            | 鹿寨東     | 322国道      |      |
| 柳州市 鹿寨县                                                                                |      | 枢纽                              | 鹿寨北     | 桂柳高速公路 |      |
| 1.000 英里 = 1.609 千米；1.000 千米 = 0.621 英里 并行路段 • 已关闭／取消 • 限制进入 • 未开放 |      |                                   |            |              |      |